# Пашкевич Олександр Вікторович
Олександр Вікторович Пашкевич (псевдо: «Ґіз», «Том») (5 квітня 1908, м. Тернопіль — між 24-28 червня 1941, м. Львів) — референт розвідки КЕ ОУН ЗУЗ протягом 1933—1934.

## Життєпис
Народився 5 квітня 1908 року в місті Тернополі.
Був членом Пласту (курінь «Лісові Чорти»). Закінчив Львівську політехніку.
Вступив до УВО, згодом в ОУН. Протягом 1933 — червня 1934 референт розвідки Крайової екзекутиви ОУН. Заарештований польською поліцією влітку 1934. Засуджений на Львівському процесі 1936 року до 5 років ув'язнення, однак завдяки амністії термін покарання було зменшено до 2,5 року і він невдовзі вийшов на волю.
Заарештований НКВС та розстріляний між 24 і 28 червня 1941 року у Львові.